# Mount Vernon (Alabama)
Mount Vernon – miasto w Stanach Zjednoczonych, w stanie Alabama, w hrabstwie Mobile. W roku 2023 miasto zamieszkiwało 1376 osób, a gęstość zaludnienia wynosiła 280,8 osoby/km².